# Giovan Gualberto Brunetti
Giovan Gualberto Brunetti (Pistoia, 24 aprile 1706 – Pisa, 20 maggio 1787) è stato un compositore italiano.

## Biografia
Studiò violino con Atto Gherardeschi a Pistoia, e a partire dal 1723 fu allievo a Pisa di Giovan Carlo Maria Clari. Nel 1728 partì per specializzarsi in violino al Conservatorio della Pietà dei Turchini di Napoli, dove fu costretto invece a studiare canto da tenore. Nel 1733 fece rappresentare un'opera comica, ma la sua carriera operistica non decollò, e Brunetti si guadagnò da vivere come cantore di chiesa nella città partenopea finché non venne assunto come maestro della cappella del Duca di Monte Nero, che lo portò con sé sei mesi in Sicilia, dove compose una serenata per l'arrivo di Carlo di Borbone a Messina (1735) e almeno due opere comiche su libretto di Pietro Trinchera. Per altri sei mesi insegnò nell'oratorio filippino di Genova, per poi essere assunto al Conservatorio dei Turchini in qualità di secondo maestro dal 1745 al 1754, quando accettò di succedere a Clari come maestro di cappella del Duomo di Pisa. A Pisa rimase per quasi trent'anni, e prese i voti dopo la morte della moglie Giuseppina nel 1763. Recuperò l'archivio musicale dopo uno straripamento dell'Arno e lavorò anche per i Cavalieri di Santo Stefano; tornò a comporre per il teatro, su testi di Gennaro Antonio Federico e Pietro Metastasio, ottenendo successi anche a Lucca. Nel 1756 divenne membro dell'Accademia Filarmonica di Bologna. Morì nel 1787.

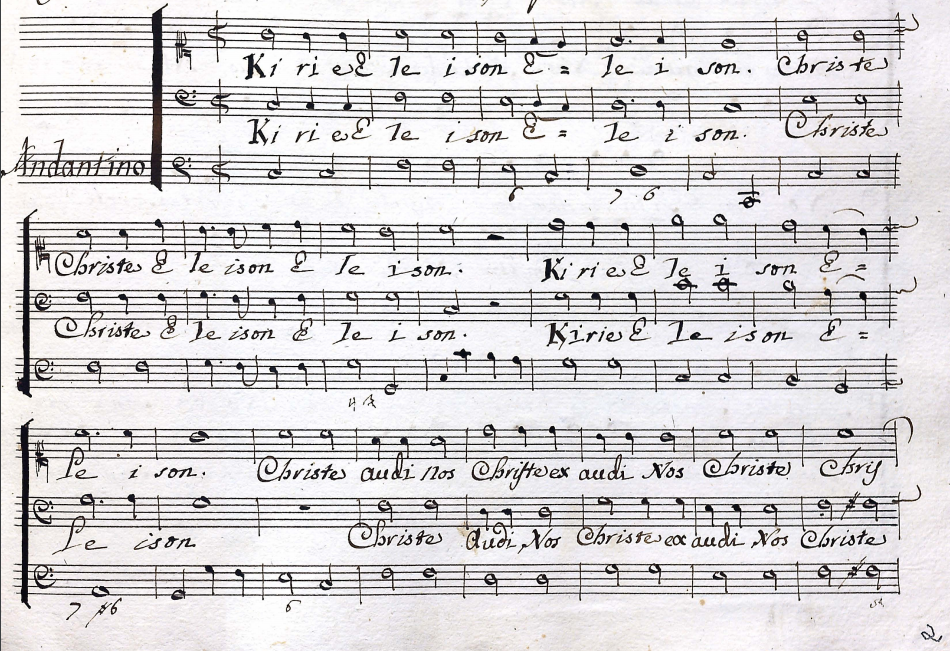
Prima pagina di un manoscritto datato 1795, conservato nel Fondo Ricasoli dell'Università del Kentucky a Louisville, recante le Litanie per soprano e basso di Brunetti.

## Opere e fonti
La famiglia Brunetti usava spesso gli stessi nomi per i neonati, e molti suoi membri sono stati compositori: condizioni che complicano l'identificazione esatta. Almeno tre dei cinque figli di Giovan Gualberto furono musicisti (famosi furono Antonio e Giuseppe, padre a sua volta di un altro Antonio) e spesso è a loro che in passato si sono attribuite le sue opere. Della sua produzione ci resta una gran mole di musica sacra, in gran parte conservata in copie manoscritte tardo settecentesche. L'Archivio del Duomo (Biblioteca Piccolomini e Opera Metropolitana) di Siena (che conserva anche un suo presunto autografo) e la Biblioteca Palatina di Parma posseggono il maggior numero di tali copie. Altre città che conservano copie di opere di Brunetti sono Pistoia (Fondo Rospigliosi all'Archivio Capitolare), Lucca (Biblioteca diocesana «Giuliano Agresti»), Pescia (Biblioteca Capitolare), Genova (Conservatorio «Paganini») e Palermo (Conservatorio «Bellini»). Suoi autografi sono segnalati alla Santini-Bibliothek di Münster, e alle Accademie filarmoniche di Bologna e Torino, ma il numero più cospicuo è stato rinvenuto dal Centro Documentazione Musicale della Toscana a Pisa: l'Archivio Storico Musicale dell'Opera della Primaziale possiede più di 530 opere di Brunetti, di cui molte in esemplari autografi, mentre l'Archivio Musicale dell'Ordine dei Cavalieri di Santo Stefano conserva 15 suoi lavori, 8 dei quali autografi. 
Delle sue almeno sette opere teatrali documentate, abbiamo i libretti di 5 (conservati soprattutto alla Fondazione Giorgio Cini di Venezia, ma anche nelle Biblioteche Nazionali di Firenze, Roma e Cosenza e nel Conservatorio di Napoli), e frammenti musicali (singole arie) solo di due, presenti a Uppsala (all'Universitetsbibliotek «Carolina Rediviva») e a Berkeley (Jean Gray Hargrove Music Library).

## Discografia
Un suo Stabat Mater risulta registrato più volte. L'Ensemble Turicum lo ha inciso nel 1994 nella Altstettener Kirchen di Zurigo per l'etichetta Pan Classics. Nel 2009, il Combattimento Consort di Amsterdam diretto da Jan Willem de Vriend ha registrato lo Stabat Mater nella Sint Petruskerk di Oirschot, per la Stichting Stabat Mater.